# Premio Macavity
El Premio Macavity (Macavity Award) es un premio literario que se entrega a escritores de misterio. Son nominado y votados anualmente por los miembros de la organización Mystery Readers International, el nombre del premio está inspirado en el poema "Macavity: el Gato Misterio" publicado en El libro de los gatos habilidosos del viejo Possum de T.S. Eliot. El premio se entrega en cuatro categorías: mejor novela, mejor primera novela, mejor historia de no ficción, y mejor historia corta. En años recientes, un nuevo premio, el de mejor novela histórica de misterio "Sue Feder", se ha estado entregando junto con los premios Macavity.

## Premios

### Mejor novela de misterio
- 2023 - A World of Curiosities, Louise Penny
- 2022 - Razorblade Tears, S. A. Cosby
- 2021 - Blacktop Wasteland, S. A. Cosby
- 2020 - The Chain, Adrian McKinty
- 2019 - November Road, Lou Berney
- 2018 - Magpie Murders, Anthony Horowitz
- 2017 - A Great Reckoning, Louise Penny
- 2016 - The Long and Faraway Gone, Lou Berney
- 2015 – The Killer Next Door, Alex Marwood
- 2014 –  Ordinary Grace, William Kent Krueger
- 2013 – The Beautiful Mystery, Louise Penny
- 2012 – Claire DeWitt and the City of the Dead, Sara Gran
- 2011 – Bury Your Dead, Louise Penny
- 2010 - Tower, Ken Bruen y Reed Farrel Coleman
- 2009 - Where Memories Lie, Deborah Crombie
- 2008 - What the Dead Know, Laura Lippman
- 2007 - The Virgin of Small Plains, Nancy Pickard
- 2006 - The Lincoln Lawyer, Michael Connelly
- 2005 - The Killing of the Tinkers, Ken Bruen
- 2004 - The House Sitter, Peter Lovesey
- 2003 - Winter and Night, S. J. Rozan
- 2002 - Folly, Laurie R. King
- 2001 - A Place of Execution, Val McDermid
- 2000 - The Flower Master, Sujata Massey
- 1999 - Blood Work, Michael Connelly
- 1998 - Dreaming of the Bones, Deborah Crombie
- 1997 - Bloodhounds, Peter Lovesey
- 1996 - Under the Beetle's Cellar, Mary Willis Walker
- 1995 - She Walks These Hills, Sharyn McCrumb
- 1994 - The Sculptress, Minette Walters
- 1993 - Bootlegger's Daughter, Margaret Maron
- 1992 - I.O.U., Nancy Pickard
- 1991 - If Ever I Return Pretty Peggy-O, Sharyn McCrumb
- 1990 - A Little Class on Murder, Carolyn Hart
- 1989 - A Thief of Time, Tony Hillerman
- 1988 - Marriage is Murder, Nancy Pickard
- 1987 - A Taste for Death, P. D. James

### Mejor primera novela de misterio
- 2023 - The Maid, Nita Prose
- 2022 - Arsenic and Adobo, Mia P. Manansala
- 2021 - Winter Counts, David Heska Wanbli Weiden
- 2020 - One Night Gone, Tara Laskowski
- 2019 - Dodging and Burning, John Copenhaver
- 2018 - The Lost Ones, Sheena Kamal
- 2017 - IQ, Joe Ide
- 2016 - Past Crimes, Glen Erik Hamilton
- 2015 – Invisible City, Julia Dahl
- 2014 – A Killing at Cotton Hill, Terry Shames
- 2013 – Don't Ever Get Old, Daniel Friedman
- 2012 – All Cry Chaos, Leonard Rosen
- 2011 – Rogue Island, Bruce DeSilva
- 2010 - The Sweetness at the Bottom of the Pie, Alan Bradley
- 2009 - Los hombres que no amaban a las mujeres, Stieg Larsson
- 2008 - In The Woods, Tana French
- 2007 - Mr. Clarinet, Nick Stone
- 2006 - Immoral, Brian Freeman
- 2005 - Dating Dead Men, Harley Jane Kozak
- 2004 - Maisie Dobbs, Jacqueline Winspear
- 2003 - In the Bleak Midwinter, Julia Spencer-Fleming
- 2002 - Open Season, C. J. Box
- 2001 - A Conspiracy of Paper, David Liss
- 2000 - Inner City Blues, Paula L. Woods
- 1999 - Sympathy for the Devil, Jerrilyn Farmer
- 1998 - Dead Body Language, Penny Warner
- 1997 - Death in Little Tokyo, Dale Furutani
- 1996 - The Strange Files of Fremont Jones, Dianne Day
- 1995 - Do Unto Others, Jeff Abbott
- 1994 - Death Comes as Epiphany, Sharan Newman
- 1993 - Blanche on the Lam, Barbara Neely
- 1992 - Murder on the Iditarod Trail, Sue Henry

y Zero at the Bone, Mary Willis Walker
- 1991 - Postmortem, Patricia Cornwell
- 1990 - Grime and Punishment, Jill Churchill
- 1989 - The Killings at Badger's Drift, Caroline Graham
- 1988 - The Monkey's Raincoat, Robert Crais
- 1987 - The Ritual Bath, Faye Kellerman

y A Case of Loyalties, Marilyn Wallace

### Mejor historia de no ficción
Hasta 2004, esta categoría era llamada "Mejor trabajo de misterio crítico o biográfico".
- 2023: The Life of Crime: Detecting the History of Mysteries and Their Creators, Martin Edwards
- 2022: How to Write a Mystery: A Handbook from Mystery Writers of America, Lee Child y Laurie R. King
- 2021: H.R.F. Keating: A Life of Crime, Sheila Mitchell
- 2020: Hitchcock and the Censors, John Billheimer
- 2019: The Real Lolita: The Kidnapping of Sally Horner and the Novel That Scandalized the World, Sarah Weinman
- 2018: The Story of Classic Crime in 100 Books, Martin Edwards
- 2017: Sara Paretsky: A Companion to the Mystery Fiction, Margaret Kinsman
- 2016: The Golden Age of Murder: The Mystery of the Writers Who Invented the Modern Detective Story, Martin Edwards
- 2015: Writes of Passage: Adventures on the Writer's Journey, Hank Phillippi Ryan
- 2014: The Hour of Peril: The Secret Plot to Murder Lincoln Before the Civil War,[3] Daniel Stashower
- 2013: Books to Die For: The World’s Greatest Mystery Writers on the World’s Greatest Mystery Novels, John Connolly y Declan Burke
- 2012: The Sookie Stackhouse Companion, Charlaine Harris
- 2011: Agatha Christie's Secret Notebooks: Fifty Years of Mysteries, John Curran
- 2010: Talking about Detective Fiction, P. D. James
- 2009: African American Mystery Writers: A Historical & Thematic Study, Frankie Y. Bailey
- 2008: The Essential Mystery Lists: For Readers, Collectors, and Librarians, Roger Sobin
- 2007: Mystery Muses: 100 Classics That Inspire Today's Mystery Writers, Jim Huang y Austin Lugar
- 2006: Girl Sleuth: Nancy Drew and the Women Who Created Her,  Melanie Rehak
- 2005: Forensics for Dummies, D. P. Lyle
- 2004: Make Mine a Mystery: A Reader's Guide to Mystery and Detective Fiction, Gary Warren Niebuhr
- 2003: They Died in Vain: Overlooked, Underappreciated, and Forgotten Mystery Novels, Jim Huang
- 2002: Writing the Mystery: A Start to Finish Guide for Both Novice and Professional, G. Miki Hayden
- 2001: The American Regional Mystery, Marvin Lachman
- 2000: Ross Macdonald, Tom Nolan
- 1999: Killer Books, Jean Swanson y Dean James
- 1998: Deadly Women, Jan Grape, Dean James y Ellen Nehr
- 1997: Detecting Women 2, Wiletta Heising
- 1996: Detecting Women, Willetta Heising
- 1995: By a Woman's Hand, Dean James y Jean Swanson
- 1994: The Fine Art of Murder, Edward Gorman
- 1993: Doubleday Crime Club Compendium, Ellen Nehr
- 1992: Talking Mysteries: A Conversation with Tony Hillerman, Tony Hillerman y Ernie Bulow
- 1991: Agatha Christie: The Woman and Her Mysteries, Gillian Gill
- 1990: The Bedside Companion to Crime, H. R. F. Keating
- 1989: Silk Stalkings, Victoria Nichols y Susan Thompson
- 1988: Son of Gun in Cheek, Bill Pronzini
- 1987: 1001 Midnights, Marcia Muller y Bill Pronzini

### Mejor historia corta
- 2023: "Beauty and the Beyotch", Barb Goffman
- 2022: "Sweeps Week", Richard Helms
- 2021: "Elysian Fields", Gabriel Valjan
- 2020: "Better Days", Art Taylor
- 2019: "English 398: Fiction Workshop", Art Taylor
- 2018: "Windward", Paul D. Marks
- 2017: "Parallel Play", Art Taylor
- 2016: "The Little Men", Megan Abbott
- 2015: "Honeymoon Sweet", Craig Faustus Buck
- 2014: "The Care and Feeding of Houseplants", Art Taylor
- 2013: "The Lord Is My Shamus", Barb Goffman
- 2012: "Disarming", Dana Cameron
- 2011: "Swing Shift", Dana Cameron
- 2010: "On the House", Hank Phillippi Ryan
- 2009: "The Night Things Changed",  Dana Cameron
- 2008: "Please Watch Your Step",  Rhys Bowen
- 2007: "Til Death Do Us Part", Tim Maleeny
- 2006: "There Is No Crime on Easter Island",  Nancy Pickard
- 2005: "The Widow of Slane", Terence Faherty
- 2004: "The Grass Is Always Greener", Sandy Balzo
- 2003: "Voice Mail",  Janet Dawson
- 2002: "The Abbey Ghosts", Jan Burke
- 2001: "A Candle for Christmas", Reginald Hill
- 2000: "Maubi and the Jumbies", Kate Grilley
- 1999: "Of Course You Know That Chocolate Is a Vegetable", Barbara D'Amato
- 1998: "Two Ladies of Rose Cottage", Peter Robinson
- 1997: "Cruel & Unusual", Carolyn Wheat
- 1996: "Evans Tries an O-Level", Colin Dexter
- 1995: "Cast Your Fate to the Wind",  Deborah Adams

y "Unharmed",  Jan Burke
- 1994: "Checkout", Susan Dunlap
- 1993: "Henrie O's Holiday", Carolyn Hart
- 1992: "Deborah's Judgement", Margaret Maron
- 1991: "Too Much to Bare", Joan Hess
- 1990: "Afraid All the Time", Nancy Pickard
- 1989: "Deja Vu", Doug Allyn
- 1988: "The Woman in the Wardrobe", Robert Barnard
- 1987: "The Parker Shotgun", Sue Grafton

### Mejor novela histórica de misterio "Sue Feder"
- 2023: Lavender House, Lev A.C. Rosen
- 2022: Clark and Division, Naomi Hirahara
- 2021: Turn to Stone, James Ziskin
- 2020: The Secrets We Kept, Lara Prescott
- 2019: The Widows of Malabar Hill, Sujata Massey
- 2018: In Farleigh Field, Rhys Bowen
- 2017: Heart of Stone, James W. Ziskin
- 2016: The Masque of a Murderer, Susanna Calkins
- 2015: A Deadly Measure of Brimstone, Catriona McPherson
- 2014: Murder as a Fine Art, David Morrell
- 2013: An Unmarked Grave, Charles Todd
- 2012: Dandy Gilver and the Proper Treatment of Bloodstains, Catriona McPherson
- 2011: City of Dragons, Kelli Stanley
- 2010: A Trace of Smoke, Rebecca Cantrell
- 2009: A Royal Plain, Rhys Bowen
- 2008: Mistress of the Art of Death, Ariana Franklin
- 2007: Oh Danny Boy, Rhys Bowen
- 2006: Pardonable Lies, Jacqueline Winspear